# 스포츠 현장
《스포츠 현장》은 1997년 3월 3일부터 1997년 10월 19일까지 매일 밤 방송되었던 한국방송공사의 스포츠뉴스 프로그램이다.

## 기획 의도
주요 스포츠 소식에 건강정보를 담아내는 스포츠 프로그램이다.

## 진행자
- 평일 : 김동우 아나운서 (남)
- 주말 : 김현태 아나운서 (남)

## 같이 보기
- MBC 스포츠 뉴스(MBC)